# Kohe Tez
Der Kohe Tez (auch Koh-e-Tez oder Koh-i-Tez) ist ein Berg im Hindukusch.

## Lage
Der 6995 m (nach anderen Quellen 7015 m) hohe Kohe Tez befindet sich im Hindukusch-Hauptkamm an der pakistanisch-afghanischen Grenze. Der 7017 m hohe Akher Tsagh befindet sich 2,14 km ostnordöstlich des Kohe Tez. Ein 6390 m hoher Sattel trennt die beiden Berge. Nach Westen führt der Bergkamm zum 4,23 km entfernten Kohe Urgunt (7038 m). Dazwischen befindet sich die Bezugsscharte auf einer Höhe von 6510 m. An der Nordostflanke des Kohe Tez befindet sich das Nährgebiet des Kotgazgletschers.

## Besteigungsgeschichte
Einer polnischen Expedition (Jerzy Krajski, Kazimierz Olech, Adam Pąchalski und Marian Bała) gelang am 28. August 1962 die Erstbesteigung des Gipfels.